# حمل غير مقصود
يقصد بالحمل غير المقصود، حالات الحمل سيئة التوقيت، أو غير المخطط بها، أو غير المرغوب فيها في بداية الحمل.
يعد النشاط الجنسي دون استخدام وسائل منع الحمل الفعالة بالاختيار أو الإكراه، السبب الرئيسي للحمل غير المقصود. يبلغ معدل الحمل غير المقصود حول العالم، حوالي 45% من جميع حالات الحمل، وتختلف معدلات الحمل غير المقصود تبعًا للمناطق الجغرافية والمجموعات الديمغرافية الاجتماعية المختلفة. قد يكون الحمل غير المقصود حملًا غير مرغوب فيه أو حملًا سيء التوقيت. على الرغم من كون الحمل غير المقصود السبب الرئيسي للإجهاض المتعمد، قد يؤدي الحمل غير المقصود أيضًا إلى ولادات حية أو إسقاط.
اقترن الحمل غير المقصود بالعديد من النتائج السيئة على صحة الأم والطفل، بغض النظر عن نتيجة الحمل. ركزت الجهود المبذولة لخفض معدلات الحمل غير المقصود على تحسين الوصول إلى وسائل منع الحمل الفعالة، من خلال تحسين المشورة وإزالة الحواجز التي تحول دون الوصول إلى وسائل منع الحمل.

## تعاريف
يعد البحث عن معدلات الحمل غير المقصود أمرًا صعبًا، إذ لا يشمل تصنيف الحمل على أنه «مقصود» أو «غير مقصود» العديد من الاعتبارات المعقدة التي تدخل في مشاعر الشخص أو الزوجين تجاه الحمل نفسه أو خططهم الإنجابية بشكل عام. يُعرّف «الحمل غير المقصود» لأغراض جمع البيانات بأنه الحمل الذي يحدث عندما تريد المرأة أن تصبح حاملًا في المستقبل ولكن ليس في الوقت الذي حملت فيه، أو عندما لا ترغب في الحمل في ذلك الوقت أو في أي وقت في المستقبل.
ويكون «الحمل المقصود» على عكس ذلك، الحمل المطلوب بوعي في بداية الحمل أو قبل ذلك. يُجمع -لأغراض البحث- بين جميع حالات الحمل التي لم تُصنف صراحةً على أنها «غير مقصودة»، بما في ذلك حالات الحمل التي تشعر فيها المرأة الحامل بالتردد أو عدم اليقين بشأن الحمل. تأخذ معظم المصادر في الاعتبار نوايا الحامل فقط، عند تحديد كون الحمل مقصود أو غير مقصود، لكن المصادر الأخرى تأخذ في الاعتبار أيضًا نوايا شريك الحامل.
لا يبين وصف الحمل بأنه «غير مقصود» كون الحمل مرحّبًا به أو لا، ولا يبين نتيجة الحمل، وقد ينتهي الحمل غير المقصود بالإجهاض الإرادي أو اللاإرادي أو الولادة.

## الدراسات الوبائية

### الانتشار العالمي
قُدّر المعدل العالمي للحمل غير المرغوب فيه بحوالي 44% من جميع حالات الحمل بين عامي 2010 و2014، وهو ما يقابل 62 حالة حمل غير مقصود لكل 1000 امرأة تتراوح أعمارهن بين 15 و44 عامًا. تختلف معدلات الحمل غير المقصود تبعًا للمناطق الجغرافية المختلفة، على الرغم من انخفاض معدلاته في معظم مناطق العالم. تميل المعدلات إلى أن تكون أعلى في المناطق منخفضة الدخل في أمريكا اللاتينية وأفريقيا، وتقدر بحوالي 96 و89 حالة حمل غير مقصود لكل 1000 امرأة على التوالي، وأقل في المناطق ذات الدخل المرتفع مثل أمريكا الشمالية وأوروبا، المقدرة بحوالي 47 و41 حالة حمل غير مقصود لكل 1000 امرأة على التوالي.

### الانتشار حسب البلد/المنطقة

#### أوروبا
انخفضت معدلات الحمل غير المقصود في أوروبا من حوالي 66 حالة حمل من هذا النوع لكل 1000 امرأة تتراوح أعمارهن بين 15 و44 عامًا إلى 41 في الفترة من 1990-1994 إلى 2010-2014. تختلف هذه المعدلات بين الدول الأوروبية المختلفة.

##### بريطانيا
16% من حالات الحمل في بريطانيا غير مقصودة، و29% منها جاءت عن تردد، و55% منها مخطط لها، وفقًا لدراسة أجريت عام 2013.

##### فرنسا
33% من حالات الحمل غير مقصودة في فرنسا. 3% فقط من النساء المعرضات لخطر الحمل غير المقصود لا يستخدمن وسائل منع الحمل، و20% منهنّ يستخدمن اللولب.

##### السويد
أظهرت دراسة واحدة من السويد (2008-2010) أن انتشار الحمل غير المقصود بلغ 23.2%. وجدت إحدى الدراسات التي أجريت في أوبسالا (2012-2013) أن 12% من حالات الحمل كانت غير مخطط لها بوضوح أو بشكل كبير.

##### روسيا
وصفت حالات الحمل الحالية بأنها «مرغوبة وفي الوقت المناسب» من قبل 58% من المجيبين في دراسة أجريت عام 2004، بينما وصفها 23% بأنها «مرغوبة ولكنها جاءت في وقت غير مناسب»، وقال 19% إنها كانت «غير مرغوبة».

#### أمريكا الشمالية
انخفضت معدلات الحمل غير المقصود في أمريكا الشمالية من حوالي 50 حالة حمل من هذا النوع لكل 1000 امرأة تتراوح أعمارهن بين 15 و44 عامًا إلى 47 حالة، في الفترة بين 1990-1994 إلى 2010-2014.

##### الولايات المتحدة
كان حوالي 45% من حالات الحمل في الولايات المتحدة في عام 2011 حالات حمل غير مقصود، أي ما يقارب 2.8 مليون حالة حمل سنويًا، وذلك وفقًا لمعهد غوتماشر. كانت المعدلات في معظم الولايات بين 40 و65 حالة حمل غير مقصود لكل 1000 امرأة، في عام 2006. كانت ولاية ميسيسيبي الأعلى معدلًا لحالات الحمل غير المقصود، وبلغ 69 حالة لكل 1000 امرأة، تليها كاليفورنيا وديلاوير ومقاطعة كولومبيا وهاواي ونيفادا (66 إلى 67 لكل 1000). كانت أدنى المعدلات في نيو هامبشير، وبلغت 36 حالة لكل 1000 امرأة، تليها مين وداكوتا الشمالية وفيرمونت وفيرجينيا الغربية (37 إلى 39 حالة لكل 1000 امرأة).
تأتي أكثر من 92% من حالات الإجهاض كنتيجة للحمل غير المقصود، إذ يؤدي الحمل غير المقصود إلى حوالي 800 ألف حالة إجهاض سنويًا. أفضت 44% من حالات الحمل غير المقصود إلى ولادات في عام 2001، وأدت كذلك 42% إلى إجهاض متعمد، أما باقي الحالات أدت إلى الإسقاط.
تشير التقديرات إلى أن أكثر من نصف النساء الأمريكيات تعرضن لحمل غير مقصود مع بلوغهن 45 عام. وجد أن أكثر من ثلث الأشخاص الذين يعيشون في الولايات المتحدة تحت سن 31 عامًا (من مواليد عام 1982) جاؤوا نتيجةً لحمل غير مقصود، وهو معدل ظل دون تغيير إلى حد كبير حتى الآن، وذلك وفقًا لإحدى الدراسات.

## العوامل المرتبطة بالحمل غير المقصود
يحدث الحمل غير المقصود عادة بعد النشاط الجنسي دون استخدام وسائل منع الحمل، أو عدم استخدامه بشكل صحيح. قد تستمر حالات الحمل هذه على الرغم من استخدام وسائل منع الحمل بشكل صحيح، ولكنها غير شائعة: شكلت النساء اللواتي يستخدمن وسائل منع الحمل الحديثة 5% فقط من حالات الحمل غير المقصود من بين جميع حالات الحمل غير المقصود التي حدثت في عام 2008، في حين شكلت النساء اللائي يستخدمن وسائل منع الحمل بشكل غير متسق أو لم يستخدمنها على الإطلاق 41% و54% من جميع حالات الحمل غير المقصود على التوالي.
هناك العديد من العوامل التي قد تؤثر على استمرار استخدام الشخص أو الزوجين لوسائل منع الحمل، إذ قد لا تفهم المرأة مخاطر الحمل غير المقصود و/أو قد لا تتمكن من الوصول إلى وسيلة فعالة لمنع الحمل، وبالمثل، قد لا تكون قادرة أيضًا على التحكم في وقت/كيفية مشاركتها في النشاط الجنسي.